# Yips
En los deportes, los yips son una pérdida repentina e inexplicable de habilidades en atletas experimentados. Los síntomas de los yips son la pérdida de habilidades motoras finas y problemas psicológicos que afectan la memoria muscular y la toma de decisiones de los atletas, dejándolos incapaces de realizar las habilidades básicas de su deporte.
Los tratamientos comunes incluyen la terapia clínica de psicología del deporte, así como la reorientación de la atención sobre la biomecánica subyacente de sus acciones físicas. El impacto varía ampliamente. Un evento de yips puede durar poco tiempo antes de que el atleta recupere la compostura o puede requerir ajustes de técnica a más largo plazo antes de que se produzca la recuperación. Los peores casos son aquellos en los que el deportista no se recupera en absoluto, lo que obliga al jugador a abandonar el deporte al más alto nivel.
Originalmente acuñado por el golfista Tommy Armour para describir una pérdida repentina e inexplicable de la capacidad de hacer putt correctamente, el término se amplió más tarde para aplicarlo a cualquier pérdida inexplicable de habilidad y se ha aplicado a atletas en una amplia variedad de deportes.

## En golf
En el golf, los yips son un trastorno del movimiento que se sabe que interfiere con el putt. Se dice que el término yips fue popularizado por Tommy Armour —un campeón de golf y más tarde profesor de golf— para explicar las dificultades que lo llevaron a abandonar los torneos. Al describir los yips, los golfistas han utilizado términos como contracciones, tambaleos, nerviosismo y tirones. Los yips afectan a entre una cuarta parte y la mitad de todos los golfistas maduros. Los investigadores de la Clínica Mayo encontraron que entre el 33% y el 48% de todos los golfistas serios han experimentado los yips. Los golfistas que han jugado durante más de 25 años parecen ser los más propensos a la condición.
Aunque la causa exacta de los yips aún no se ha determinado, una posibilidad son los cambios bioquímicos en el cerebro que acompañan al envejecimiento. El uso excesivo de los músculos involucrados y las demandas intensas de coordinación y concentración pueden agravar el problema. A veces ayuda renunciar al golf durante un mes. La distonía focal se ha mencionado como otra posibilidad de la causa de los yips.
Los golfistas profesionales seriamente afectados por los yips incluyen a Ernie Els, David Duval, Pádraig Harrington, Bernhard Langer, Ben Hogan, Harry Vardon, Sam Snead, Ian Baker-Finch y Keegan Bradley, quien falló un putt de seis pulgadas en la ronda final del Campeonato de HP Byron Nelson 2013 debido a la condición (aunque también puede haber estado sufriendo de estrabismo).  En el Waste Management Open 2015, el analista de golf Nick Faldo sugirió que Tiger Woods podría estar sufriendo los yips. Jay Yarow de Business Insider comentó después del Abierto de 2014 que Woods tenía tanto los yips de putt como los de driver.
Las intervenciones que buscan tratar la aflicción han sido pocas y espaciadas. Algunos golfistas han intentado cambiar su putter o su grip o incluso cambiar de mano. Sin embargo, estas estrategias solo han proporcionado un alivio temporal.[cita requerida]
También se les conoce como "freezing" (congelados), "los jerks" (los idiotas), "los staggers" (los tambaleantes), "los waggles" (meneadores), y "whisky fingers" (los dedos de whisky).

## En cricket
En el cricket, el yips se aplica principalmente a los bowlers y parece afectar predominantemente a los que giran el brazo izquierdo. La aflicción parece involucrar a los jugadores lanzadores que tienen problemas para soltar la pelota al final de su acción. Un ejemplo de esto fue Keith Medlycott, quien al llegar al equipo de Inglaterra se vio obligado a abandonar el deporte. Otro jugador, Gavin Hamilton, después de haber jugado una prueba como un todoterreno, abandonó en gran medida su lanzamiento de ritmo medio con el brazo derecho, después de los yips. No hizo otra aparición en juegos, pero ha disfrutado de una carrera en One Day International para Escocia, predominantemente como bateador especializado. Collins Obuya fue una de las estrellas de la Copa del Mundo 2003 de Kenia (ganó un contrato con Warwickshire al finalizarlo), pero poco después su juego se vino abajo cuando desarrolló los yips.[cita requerida]
El psicólogo de deportes del equipo de cricket de Inglaterra, el Dr. Mark Bawden, sufrió los yips él mismo cuando era adolescente. Completó un doctorado sobre el tema y ha publicado un artículo sobre los yips en el Journal of Sports Science.

## En béisbol
En el béisbol, los yips generalmente se manifiestan como una incapacidad repentina para lanzar la pelota con precisión. Son más evidentes en lanzadores y receptores, los jugadores que más tocan la pelota en el juego, aunque los jugadores de posición también han estado sujetos a la enfermedad.
El lanzador de los Pittsburgh Pirates, Steve Blass, es un ejemplo; de 1964 a 1972, fue un lanzador dominante y All-Star; sin embargo, a partir de 1973, de repente perdió el mando, emitiendo 84 caminatas en 88 2⁄3 entradas lanzadas . Se retiró en 1974 debido a la continua pérdida de su capacidad de lanzar.
La "enfermedad de Steve Blass" se ha atribuido a jugadores talentosos, como el segunda base de los Yankees de Nueva York, Chuck Knoblauch, o el segunda base de los Dodgers de Los Ángeles, Steve Sax, que de repente pierden la capacidad de lanzar la pelota con precisión al primera base. Los problemas de Sax comenzaron en su tercera temporada en las mayores, pero continuó jugando en la liga y aparentemente se recuperó en 1989, terminando su carrera en 1994.
El receptor de los Mets de Nueva York, Mackey Sasser, no podía devolver la pelota al lanzador sin tocar su guante varias veces: el jardinero de los Gigantes de San Francisco , Brett Butler, una vez robó la tercera base durante un yip de Sasser. El problema de Sasser empeoró después de una colisión en el plato en 1990 con Jim Presley de los Bravos de Atlanta, lo que provocó una disminución en el tiempo de juego de Sasser y su liberación de los Marineros de Seattle en 1994.
Mark Wohlers, de los Atlanta Braves, fue llamado "niño del poster de la década de 1990 para el síndrome de Steve Blass". Se recuperó lo suficiente para volver a lanzar, pero no a los niveles anteriores.
Rick Ankiel perdió su control como lanzador durante la Serie de Campeonato de la Liga Nacional de 2000 . Después de varios años de desempeño deteriorado junto con lesiones, posteriormente regresó en 2007 como un jardinero productivo.
También se dice que Jon Lester sufrió los yips en sus intentos de pickoff a la primera base. No lanzó a primera en absoluto en 2014 y tuvo problemas para realizar tiros precisos a principios de 2015.
Hayden Hurst, prospecto de pitcheo de las ligas menores de los Pittsburgh Pirates, se vio tan afectado por los yips que dejó el béisbol y se fue a la Universidad de Carolina del Sur para jugar al fútbol. El 26 de abril de 2018, los Baltimore Ravens lo seleccionaron en la primera ronda del Draft de la NFL 2018, en el puesto 25 en general, como ala cerrada.
ESPN presentó una historia sobre el regreso de Luke Hagerty de los yips en 2019. Nunca jugó después de ser seleccionado en el puesto 32 en general por los Cachorros de Chicago en el draft de 2002.

## En gimnasia
En gimnasia, los "twisties" (giros) son una pérdida repentina de la capacidad de la gimnasta para mantener el control del cuerpo durante las maniobras aéreas, y la gimnasta siente algo parecido a una experiencia extracorporal en el aire. Esto aumenta la posibilidad de que se produzca una lesión grave o crítica si la gimnasta olvida en el momento cómo aterrizar la maniobra de forma segura. Simone Biles supuestamente sufrió de esta condición durante los Juegos Olímpicos de Verano de 2020 en Tokio, lo que la obligó a retirarse de la competencia.
Elena Mukhina, una gimnasta soviética de 20 años, hizo un salto de Thomas menos de un mes antes de los Juegos Olímpicos de 1980, aterrizó sobre su barbilla y quedó paralizada. Antes de intentar el salto de potro, les dijo a sus entrenadores que estaba segura de que se rompería el cuello, pero fue ignorada. Julissa Gómez, una gimnasta estadounidense de 15 años, intentó el Yurchenko en el potro durante una sesión de entrenamiento en Tokio, Japón. Los espectadores describieron a Gómez como incapaz de realizar el salto de manera consistente en las prácticas, pero notaron que ella continuó haciendo un intento ya que sus entrenadores insistieron en que era crucial para la competencia. Gómez resbaló y golpeó su cabeza contra el caballo que saltaba, paralizándola poco antes de los Juegos Olímpicos de 1988 y murió en agosto de 1991 debido a una infección.

## En otros deportes
Los yips también afectan a los jugadores de otros deportes. Los ejemplos incluyen los respectivos tiros libres de Markelle Fultz y Chuck Hayes en baloncesto y Guillermo Coria y Elena Dementieva luchando con el servicio en el tenis. En los dardos, los yips se conocen como dartitis, y el cinco veces campeón mundial Eric Bristow es un ejemplo de víctima.[cita requerida] En el fútbol americano (NFL), un normalmente confiable pateador que empieza a fallar también se dice que tiene los yips.
Stephen Hendry, siete veces campeón mundial de snooker, dijo después de su derrota ante Mark Williams en el Campeonato del Reino Unido de 2011 que había estado sufriendo los yips durante diez años, y que la condición había afectado su capacidad de taco a través de la bola, lo que le causó una gran dificultad para recuperar su antigua forma.